# Sitaram Yechury
Sitaram Yechury (ur. 12 sierpnia 1952 w Ćennaj, zm. 12 września 2024 w Delhi) – indyjski polityk.

## Życiorys
Urodził się w Ćennaj w rodzinie bramińskiej posługującej się na co dzień językiem telugu. Dorastał w Hajdarabadzie, uczęszczał do tamtejszej  All Saints High School. Przeniósł się następnie do stołecznego Nowego Delhi, kontynuował edukację w Presidents Estate School. Studiował ekonomię, w St. Stephen's College i na Jawaharlal Nehru University (JNU), także w stolicy. Jego studia doktoranckie przerwał stan wyjątkowy (1975-1977), podczas którego Yechury został aresztowany. 
W działalność polityczną zaangażował się podczas studiów, wstępując do Federacji Studentów Indii (SFI), afiliowanej przy Komunistycznej Partii Indii (Marksistowskiej) (1974). Rok później uzyskał legitymację członkowską KPI (M). Był przewodniczącym związku studentów JNU (1977-1978), przyczynił się do wzrostu wpływów lewicy na kampusie macierzystej uczelni. Awansował w strukturach Federacji Studentów Indii, powierzono mu kolejno funkcje jednego z sekretarzy na poziomie ogólnokrajowym oraz przewodniczącego SFI (1986). Był pierwszym przywódcą tej organizacji studenckiej pochodzącym spoza Kerali i Bengalu Zachodniego.
Powierzano mu liczne funkcje w aparacie partyjnym KPI (M). Wchodzi w skład Komitetu Centralnego macierzystej formacji (od 1985). W 1988, na jej XIII kongresie wybrany do Centralnego Sekretariatu. W 1992 wreszcie, na XIV kongresie, włączony do Biura Politycznego. 19 kwietnia 2015 wybrany sekretarzem generalnym partii, zastąpił na tym stanowisku Prakasha Karata. Cieszy się zdecydowanym poparciem struktur partii z Bengalu Zachodniego. Zwracano jednocześnie uwagę, że jego awans został chłodno przyjęty w Kerali, innym bastionie KPI (M).
Przez dwie kadencje (2005-2017) zasiadał w izbie wyższej indyjskiego parlamentu federalnego. W 2017 i ponownie w 2020 partia odmówiła mu nominacji, co było szeroko interpretowane jako przejaw walki o wpływy w szeregach KPI (M).
Yechury ceniony był za umiejętności negocjacyjne i oratorskie, odegrał kluczową rolę w negocjacjach koalicyjnych na poziomie federalnym, tak w 1996 jak i w 2004. Autor szeregu książek, w tym Left Hand Drive, What is this Hindu Rashtra, Socialism in 21st Century, Communalism vs Secularism i Ghrina Ki Rajniti. Publicysta, jego teksty ukazywały się między innymi na łamach Hindustan Times. Poślubił dziennikarkę Seemę Chisti, doczekał się z nią trójki dzieci. Otrzymał nagrodę dla najlepszego indyjskiego parlamentarzysty (2016). 
Zaangażowany w kształtowanie relacji zagranicznych macierzystej partii, w tym charakterze odwiedzał choćby Kubę, Chińską Republikę Ludową i Portugalię. W 2016, bezpośrednio po śmierci Fidela Castro, wspominał, iż na spotkania z kubańskim przywódcą zwykł przynosić rocznik statystyczny. Przyznał, że nie był w stanie przywołać z pamięci wszystkich szczegółów, o które wypytywał go Castro.
Poza ojczystym telugu władał też bengalskim, tamilskim, hindi oraz angielskim.